# Maciej Wiewiórowski
Maciej Wiewiórowski  (ur. 24 sierpnia 1918 w Bagatelce koło Wrześni, zm. 30 marca 2005) – polski chemik, profesor, założyciel i wieloletni dyrektor Instytutu Chemii Bioorganicznej PAN w Poznaniu. Profesor Uniwersytetu im. Adama Mickiewicza, prorektor tej uczelni ds. nauki (1968–1972), członek rzeczywisty PAN. Pionier rozwoju nowoczesnej chemii organicznej i bioorganicznej, opartej na technikach spektroskopowych i chromatograficznych.

## Życiorys

### Przed II wojną światową
Maciej Wiewiórowski urodził się jako trzeci, najmłodszy syn nadleśniczego Władysława Wiewiórowskiego, współorganizatora i uczestnika powstania wielkopolskiego (zginął w 1919 w walkach z Niemcami) oraz Emilii Wiewiórowskiej z domu Średzińskiej (zm. w 1944 r.).
Od najmłodszych lat związany z Wielkopolską, a szczególnie z Poznaniem, w którym zamieszkał po śmierci ojca. W Poznaniu uczęszczał do szkoły podstawowej oraz do Gimnazjum Humanistycznego im. A. Mickiewicza (obecnie VIII Liceum Ogólnokształcące im. Adama Mickiewicza w Poznaniu). Studia rozpoczął w 1936 roku na Wydziale Rolno-Leśnym Uniwersytetu Poznańskiego; w 1937 przeniósł się na Wydział Matematyczno-Przyrodniczy. Studia przerwała II wojna światowa.

### W trakcie II wojny światowej
Jako ochotnik wziął udział w wojnie obronnej Polski. 19 września pod Iłżą dostał się do niewoli niemieckiej, z której uciekł 20 września i powrócił do Poznania. Wobec prześladowań uczestników powstania wielkopolskiego i ich rodzin, opuścił Poznań i przedostał się do Generalnego Gubernatorstwa, gdzie wstąpił do Armii Krajowej.
21 lutego 1941 roku został aresztowany pod zarzutem sabotażu. Po zwolnieniu z aresztu w 1943 ukończył konspiracyjną szkołę podchorążych i pełnił obowiązki oficera łączności AK. Od marca 1944 był ścigany przez władze okupacyjne, ukrywał się w Częstochowie, Bochni, Krakowie, następnie został skierowany do oddziału partyzanckiego "Wilk", który aktywnie działał na południu Polski, głównie na terenie powiatów Nowy Targ, Nowy Sącz i Limanowa. Po połączeniu oddziałów "Wilk" i "Świerk" w lipcu 1944 w I Kompanię Strzelców Podhalańskich AK, pełnił funkcję dowódcy drużyny, a następnie dowódcy plutonu. Wraz ze swoim oddziałem brał udział w licznych akcjach bojowych.

### Kariera naukowa
Po zakończeniu działań wojennych powrócił do Poznania i kontynuował studia. W 1946 roku uzyskał stopień magistra, a w 1950 doktora chemii, za pracę dotyczącą chemicznych przekształceń kodeiny, wykonaną pod kierunkiem prof. Jerzego Suszki. W latach 1946–1959 pracował w Wyższej Szkole Ekonomicznej w Poznaniu, w której nie tylko nauczał i prowadził badania, lecz również organizował od podstaw nowe pracownie chemiczne.
Odbył staże naukowe na Uniwersytecie Wiedeńskim i w National Research Council of Canada w Ottawie (dwukrotnie). Od 1959 r. pracował na stanowisku profesora nadzwyczajnego na Uniwersytecie im. Adama Mickiewicza w Poznaniu (UAM). W 1969 r. uzyskał nominację na profesora zwyczajnego. Od tego samego roku sprawował funkcję kierownika Zakładu Stereochemii Uniwersytetu im. Adama Mickiewicza. Był inicjatorem utworzenia Instytutu Chemii na Wydziale Matematyki, Fizyki i Chemii UAM, którego był pierwszym dyrektorem. W latach 1968–1972 był prorektorem ds. nauki UAM.
Od roku 1955 podjął dodatkowo pracę w Polskiej Akademii Nauk (PAN). W 1965 roku został członkiem korespondentem, a w 1977 członkiem rzeczywistym PAN. Początkowo kierował laboratorium należącym do Instytutu Genetyki Roślin PAN, następnie do Instytutu Biochemii i Biofizyki PAN, a od 1969 roku Zakładem Stereochemii Produktów Naturalnych stanowiącym część Instytutu Chemii Organicznej PAN (IChO).
W tym okresie stworzył w oparciu o młodych ludzi pracujących w Instytucie Chemii UAM i w Zakładzie Stereochemii Produktów Naturalnych IChO PAN nowy zespół badawczy zajmującą się chemią i biochemią kwasów nukleinowych. W 1974 nowo powstała grupa została przeniesiona do budynków przy ulicy Noskowskiego. W 1980 roku zespół M. Wiewiórowskiego przekształcił się w Zakład Chemii Bioorganicznej PAN. Został jego kierownikiem i pełnił tę funkcję do czasu przejścia na emeryturę. Zmarł w 2005 r., został pochowany na Cmentarzu Junikowo w Poznaniu w Alei Zasłużonych.

## Funkcje i wyróżnienia
- 1968–1972 – prorektor UAM ds. nauki
- 1969–1983 – członek Prezydium PAN
- 1981–1983 – wiceprezes PAN
- 1972–1980 – sekretarz naukowy Oddziału Poznańskiego PAN
- 1985–1988 – prezes Zarządu Głównego Polskiego Towarzystwa Chemicznego
- 1973–1979 – przewodniczący Centralnej Komisji Kwalifikacyjnej do Spraw Kadr Naukowych.
- 1978 – Medal Jędrzeja Śniadeckiego
- 1979 - Order Sztandaru Pracy I klasy[4]
- 1980 – nagroda państwowa I stopnia
- 1986 – doktorat honoris causa Akademii Ekonomicznej w Poznaniu
- 2000 – Krzyż Komandorski z Gwiazdą Orderu Odrodzenia Polski)[5]

## Osiągnięcia
Twórca własnej szkoły naukowej chemii, biochemii i biologii kwasów rybonukleinowych i innych produktów naturalnych. Laureat wielu nagród i odznaczeń. Promotor dziesiątków magistrów, trzydziestu ośmiu doktorów (z których większość uzyskała tytuły profesorskie), ponad dwieście opublikowanych rozpraw naukowych.

## Życie prywatne
Miał dwóch starszych braci: Andrzeja (1914-1984) i Józefa (1916-1966). Ożenił się dwukrotnie, z Krystyną Kujawską oraz z Marią Danutą Bratek, prof. dr hab. nauk chemicznych. Miał trzy córki: Małgorzatę (ur. 1945), Hannę (ur. 1946) i Katarzynę (ur. 1950).